# Placa al treball President Macià
La Placa al treball President Macià és una distinció que atorga el Govern de la Generalitat de Catalunya a les empreses o organitzacions que hagin destacat pels serveis prestats en benefici dels interessos generals, dins del món del treball. La Medalla al treball President Macià és una distinció atorgada a persones que hagin destacat dins del món del treball.
Aquestes medalles i plaques van ser creades el 1938 per recompensar mèrits laborals, sigui dels treballadors/ores individuals, sigui de les empreses. La concessió d'aquests guardons és oberta a qualsevol persona o entitat, sempre que hagi estat proposada per un dels departaments de la Generalitat o a instància d'una persona o entitat que desenvolupi activitats empresarials, sindicals, socials o d'altres similars.
La concessió és anual i la relació de persones i d'entitats que reben aquesta distinció es publica al Diari Oficial de la Generalitat de Catalunya.

## Categories
La distinció de la Placa al treball President Macià s'atorga com a reconeixement a les empreses o organitzacions, en les categories següents:
a) Seguretat i salut en el treball.
b) Igualtat d'oportunitats en el treball i conciliació de la vida personal, laboral i familiar.
c) Responsabilitat social empresarial.
d) Foment de la creació d'empreses i de l'ocupació de qualitat.